# 蔡萬德
蔡萬德（1932年—2018年4月23日），舊名蔡萬得，台灣企業家，國泰蔡家的第一代，兄長有蔡萬生、蔡萬春、蔡萬霖與蔡萬才。日本東京文科大學（現二松學舍大學）中國文學系畢業。曾任日本華商貿易公會理事、第四屆台北市議員。後任國泰產物保險公司、國泰信託、國泰塑膠與國泰建設的董事，和國泰醫院董事長等職。

## 家庭
- 配偶陳彩蓮，為前桃園縣長陳長壽次女。[2]:140-141育有四男一女：蔡志亮、蔡志陽、蔡志英、蔡志義與蔡志萍。